# Хэмел, Денис

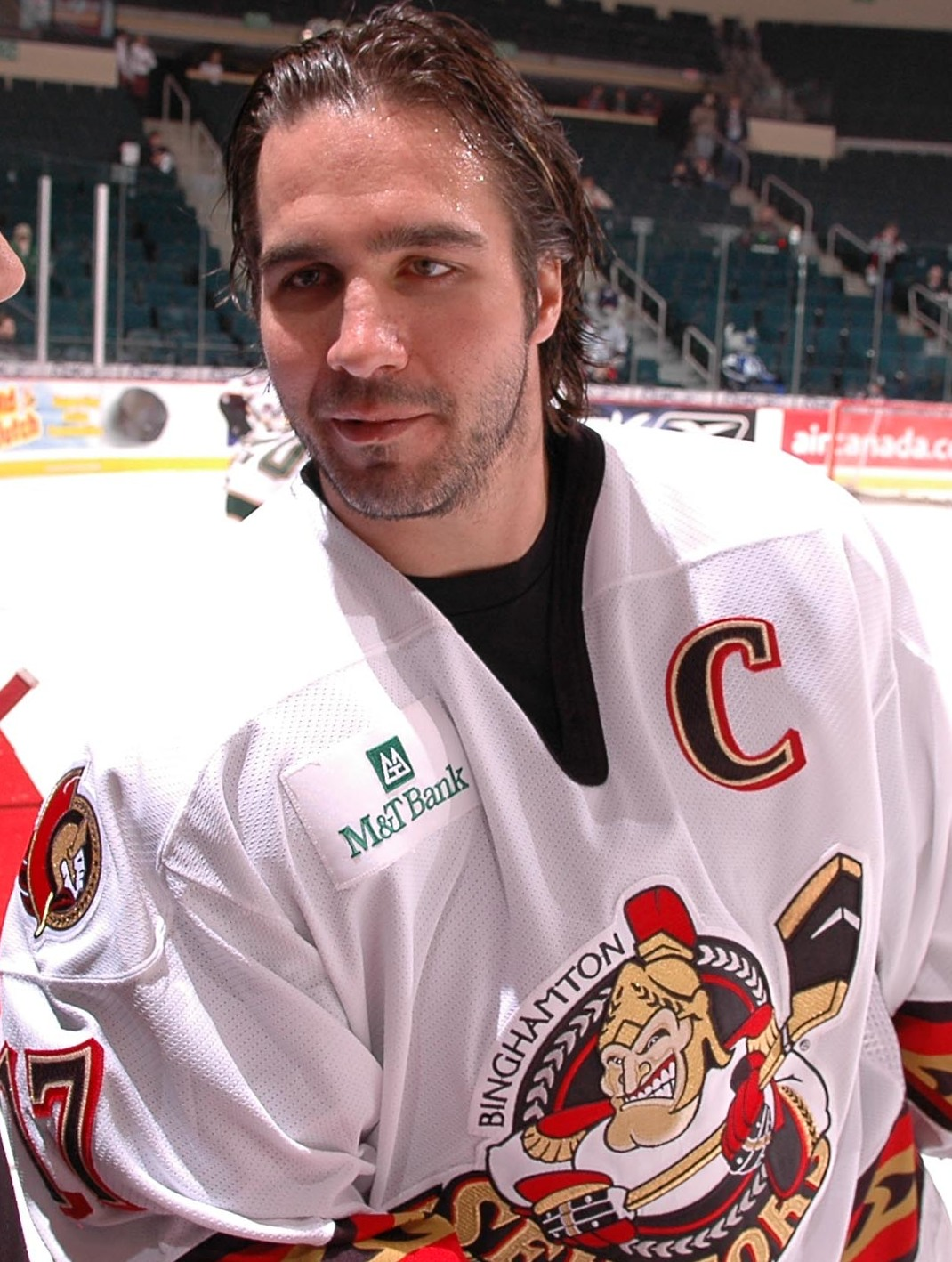
Денис Хэмел

Денис Хэмел (англ. Denis Hamel; 10 мая 1977, Ляшуте, Квебек, Канада) — профессиональный канадский хоккеист. Амплуа — крайний нападающий.
На драфте НХЛ 1995 года был выбран в 6 раунде под общим 153 номером командой «Сент-Луис Блюз». 19 марта 1996 года обменян в «Баффало Сэйбрз». 5 июля 2003 года как неограниченно свободный агент подписал контракт с «Оттавой Сенаторз». 3 октября 2003 года приобретён с драфта отказов командой «Вашингтон Кэпиталз». 5 октября 2003 года обменян в «Оттаву Сенаторз». 10 февраля 2007 года приобретён с драфта отказов командой «Атланта Трэшерз». 27 февраля того же года приобретён с драфта отказов командой «Филадельфия Флайерз».

## Статистика
```
                                            --- Regular Season ---  ---- Playoffs ----
Season   Team                        Lge    GP    G    A  Pts  PIM  GP   G   A Pts PIM
--------------------------------------------------------------------------------------
1994-95  Chicoutimi Sagueneens       QMJHL  66   15   12   27  155  13   2   0   2  29
1995-96  Chicoutimi Sagueneens       QMJHL  65   40   49   89  199  17  10  14  24  64
1996-97  Chicoutimi Sagueneens       QMJHL  70   50   50  100  339
1997-98  Rochester Americans         AHL    74   10   15   25   98   4   1   2   3   0
1998-99  Rochester Americans         AHL    74   16   17   33  121  20   3   4   7  10
1999-00  Rochester Americans         AHL    76   34   24   58  122  21   6   7  13  49
1999-00  Buffalo Sabres              NHL     3    1    0    1    0  --  --  --  --  --
2000-01  Buffalo Sabres              NHL    41    8    3   11   22  --  --  --  --  --
2001-02  Buffalo Sabres              NHL    61    2    6    8   28  --  --  --  --  --
2002-03  Rochester Americans         AHL    48   27   20   47   64   3   3   2   5   4
2002-03  Buffalo Sabres              NHL    25    2    0    2   17  --  --  --  --  --
2003-04  Binghamton Senators         AHL    78   29   38   67  116   2   0   0   0   2
2003-04  Ottawa Senators             NHL     5    0    0    0    0  --  --  --  --  --
2004-05  Binghamton Senators         AHL    80   39   39   78   75   5   1   0   1   4
2005-06  Binghamton Senators         AHL    77   56   35   91   65  --  --  --  --  --
2005-06  Ottawa Senators             NHL     4    1    0    1    0  --  --  --  --  --
2006-07  Ottawa Senators             NHL    43    4    3    7   10
2006-07  Atlanta Thrashers           NHL     3    1    0    1    0
2006-07  Philadelphia Flyers         NHL     7    0    0    0    0
--------------------------------------------------------------------------------------
         NHL Totals                        192   19   12   31   77

```